# Jewgeni Alexandrowitsch Soloschenkin

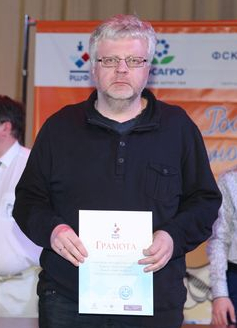
Jewgeni Soloschenkin, 2016

Jewgeni Alexandrowitsch Soloschenkin (russisch Евгений Александрович Соложенкин, wiss. Transliteration Evgenij Aleksandrovič Soloženkin, beim Weltschachbund FIDE Evgeniy Solozhenkin; * 31. Juli 1966 in Leningrad) ist ein russischer Schachspieler.

## Werdegang
Soloschenkin wuchs in einer Angestelltenfamilie auf. Sein Vater gehörte zum ingenieurtechnischen Personal einer Fabrik, seine Mutter arbeitete als Ärztin. Er wurde trainiert in der Schachschule des Leningrader Pionierpalastes unter der Leitung von Wassili Bywschew. 1989 beendete er sein Studium am Leningrader Elektrotechnischen Institut.
Seit 1985 trug er den Titel eines nationalen Meisters. Bei den Leningrader Stadtmeisterschaften 1986 und 1998 holte er den Sieg. In seiner Karriere hat Soloschenkin zahlreiche internationale Turniere gewonnen. Sein wohl größter Erfolg gelang ihm 1993 beim IX. Open in Cappelle-la-Grande mit über 400 Teilnehmern. Mit einem halben Punkt Vorsprung vor acht weiteren Spielern kam er zum ersten Platz und konnte nicht weniger als zwanzig Großmeister hinter sich lassen. Noch in diesem Jahr erhielt er den GM-Titel.
Des Weiteren gewann Soloschenkin folgende Turniere: X. Open in Avoine (1995, geteilt mit Wenzislaw Inkjow), Heart of Finland Open in Jyväskylä (1998), XXXXI. Capodanno Turnier in Reggio nell’Emilia (1998/99, vor Smbat Lputjan und Dmytro Komarow), XXI. Open in Béthune (2000) usw. Im Jahr 2017 wurde er Erster mit Sankt Petersburg bei der Mannschaftsweltmeisterschaft der Senioren (über 50 Jahre) in Limenas Chersonisou.
Im Rahmen der Chessbase-Trainingsreihe veröffentlichte er im Jahr 2000 ein Lernprogramm Endspiele mit ungleichen Läufern.
Seine Elo-Zahl beträgt 2386 (Stand: Oktober 2020), seine höchste Elo-Zahl von 2565 erreichte er im Juli 1996.

## Vereine
Die russische Mannschaftsmeisterschaft gewann Soloschenkin 1992 mit Sankt Petersburg. Insgesamt nahm er mit Sankt Petersburg viermal an der russischen Mannschaftsmeisterschaft und zweimal am European Club Cup teil. Mit Auxerre wurde er 1998 französischer Mannschaftsmeister, mit Jyväs-Shakki Jyväskylä wurde er 2003 finnischer Mannschaftsmeister und nahm am European Club Cup teil. In der schwedischen Elitserien spielte Soloschenkin von 2002 bis 2004 für den SK Passanten.

## Kontroverse
Am 19. März 2018 wurde Soloschenkin von der Ethikkommission der FIDE mit einer 18-monatigen Sperre belegt, von der die Hälfte für die Dauer von zwei Jahren zur Bewährung ausgesetzt wurde. Soloschenkin hatte während der Jugendweltmeisterschaft 2017 in Montevideo Bibissara Assaubajewa Betrug vorgeworfen, ohne dies beweisen zu können. Sie trat zu dieser Zeit in der Altersklasse U14 an. In einem offenen Brief, der auf der Internetpräsenz des Russischen Schachverbandes veröffentlicht wurde, protestierten 23 Großmeister gegen diese Entscheidung, da Soloschenkin ihrer Ansicht nach nur seine Meinung geäußert habe. Im Rahmen eines Zivilprozesses wurde er im Dezember 2018 von einem Gericht zweiter Instanz zu einer Geldstrafe verurteilt.

## Privates
Seine Tochter Jelisaweta Soloschenkina trägt den Titel Großmeister der Frauen (WGM).

## Werke
- E. Solozhenkin: The Spanish Main Road. Chess Stars, Sofia 2016, ISBN 9786197188073.